# Моя Кармен
«Моя Кармен» — советский телефильм-опера 1976 года режиссёра Виктора Окунцова.
Экранизация исполнения оперы  «Кармен» по новелле Проспера Мериме на музыку Жоржа Бизе легендарным оперным дуэтом Большого театра — оперной певицей Еленой Образцовой (Кармен) и оперным певцом Владимиром Атлантовым (Хосе), отмечалось, что в этом телефильме певцы не только спели партию, но и мастерски освоили её как драматические актёры, в конце 1970-х этот дуэт принёс исполнителям широкое международное признание.

Композиция составлена из наиболее известных сцен с участием главных героев оперы Бизе. Их поют и играют E. О6разцова и В. Атлантов.— журнал «Советская музыка», 1982 год

## Фестивали и награды
- Гран-при по разделу музыкальных программ 7-го Всесоюзного фестиваля телевизионных фильмов (1977)
- Малая золотая медаль 14-го Международного телефестиваля «Злата Прага» (1977)